# Louis-Victor Pierre Raymond de Broglie
Knez Louis-Victor Pierre Raymond de Broglie, francoski plemič in fizik, * 15. avgust 1892, Dieppe, Seine-Maritime, Francija, † 19. marec 1987, Louveciennes, Francija.
De Broglie je leta 1929 prejel Nobelovo nagrado za fiziko »za odkritje valovne narave elektronov.«

## Življenje in delo
De Broglie je bil član imenitne francoske družine, ki je imela vojvodski naslov. Po študiju književnosti in zgodovine je prešel na naravoslovje ter študij končal leta 1913. Enajst let pozneje je zagovarjal svoje doktorsko delo pod Langevinovim mentorstvom.
V lastnem laboratoriju je s sodelavci odkril, da imajo pri zadevanju rentgenske svetlobe v kovino izbiti delci kinetično energijo, ki je samo malo manjša od energije delcev v rentgenski cevi. Začel je raziskovati delce z maso, predvsem elektrone. Obravnaval jih je kot nekakšne atome svetlobe in da se po dva trije itd. kvanti vežejo v svetlobne molekule. Tu se je zavzemal za razširitev teorije relativnosti tudi na področje elektronov. Delcu z maso je priredil nekakšno valovanje in pojasnil Bohrovo zahtevo z značilnostmi tega valovanja. Obseg kroga mora vsebovati celo število valovnih dolžin de Broglijevega valovanja.
De Broglie je povezal različne smeri fizike in trdil nazadnje, da je treba tudi molekulam v plinu prirediti nekakšno valovanje. Dokaj zamotano razglabljanje ga je nazadnje pripeljalo do spoznanja, da za elektrone veljajo enake enačbe kot za svetlobo. Čeprav v tistem času francoski znanstveniki na področju kvantne fizike niso bili priznani, oz. bolje rečeno so veljali za čudake in nazadnjake, ne smemo izničiti de Broglijevega prispevka k fiziki.